# Dmitrij Kalinin
Dmitrij Władimirowicz Kalinin, ros. Дмитрий Владимирович Калинин (ur. 22 lipca 1980 w Czelabińsku) – rosyjski hokeista, reprezentant Rosji, olimpijczyk.

## Kariera
- Traktor Czelabińsk (1995–1998)
- Buffalo Sabres (1998–2008)
  -  Rochester Americans (1999–2000)
  -  Traktor Czelabińsk (1995–1998, 2002)
  -  Mietałłurg Magnitogorsk (2004–2005)
- New York Rangers (2008–2009)
- Phoenix Coyotes (2009)
- Saławat Jułajew Ufa (2009–2011)
- SKA Sankt Petersburg (2011–2016)
- Spartak Moskwa (2016-2019)
- Traktor Czelabińsk (2019-2020)

Wychowanek Traktora Czelabińsk. W 2000 roku był draftowany do NHL przez Buffalo Sabres. Od 2011 zawodnik SKA Sankt Petersburg. Pod koniec kwietnia 2014 przedłużył kontrakt z klubem o trzy lata. Od lipca 2016 zawodnik Spartaka Moskwa.  W sezonie 2019/2020 był zawodnikiem Traktora Czelabińsk i kapitanem tej drużyny.
Uczestniczył w turniejach mistrzostwa świata do lat 17 edycji 1997, mistrzostw Europy juniorów do lat 18 edycji 1998, mistrzostw świata edycji 2002, 2003, 2004, 2005, 2008, 2009, 2010, 2011, 2012, Pucharu Świata 2004, zimowych igrzysk olimpijskich 2010.

## Sukcesy
Reprezentacyjne
- Brązowy medal mistrzostw Europy juniorów do lat 18: 1998
- Złoty medal mistrzostw świata: 2008, 2009, 2012
- Srebrny medal mistrzostw świata: 2010
- Brązowy medal mistrzostw świata: 2005, 2007

Klubowe
- Puchar Spenglera: 2005 z Mietałłurgiem Magnitogorsk
- Złoty medal mistrzostw Rosji / Puchar Gagarina: 2011 z Saławatem Jułajew Ufa
- Puchar Kontynentu: 2013 ze SKA
- Brązowy medal mistrzostw Rosji: 2013 ze SKA
- Złoty medal mistrzostw Rosji: 2015 ze SKA Sankt Petersburg
- Puchar Gagarina – mistrzostwo KHL: 2015 ze SKA Sankt Petersburg

Indywidualne
- Mistrzostwa Europy juniorów do lat 18 w hokeju na lodzie 1998:
  - Skład gwiazd turnieju[5]
- KHL (2009/2010):
  - Najlepszy obrońca miesiąca - październik 2009
  - Trzecie miejsce w klasyfikacji strzelców wśród obrońców w sezonie zasadniczym: 12 goli
  - Pierwsze miejsce w klasyfikacji minut kar obrońców w fazie play-off: 58 minut
  - Złoty Kask (przyznawany sześciu zawodnikom wybranym do składu gwiazd sezonu)
- KHL (2011/2012):
  - Trzecie miejsce w klasyfikacji strzelców wśród obrońców w sezonie zasadniczym: 15 goli
  - Czwarte miejsce w klasyfikacji kanadyjskiej wśród obrońców w sezonie zasadniczym: 36 punktów
  - Pierwsze miejsce w klasyfikacji strzelców wśród obrońców w fazie play-off: 5 goli
  - Trzecie miejsce w klasyfikacji kanadyjskiej wśród obrońców w fazie play-off: 10 punktów
  - Złoty Kask (przyznawany sześciu zawodnikom wybranym do Drużyny Gwiazd sezonu)
- Kajotbet Hockey Games 2012:
  - Najlepszy obrońca turnieju
- KHL (2012/2013):
  - Mecz Gwiazd KHL (wybrany wtórnie po odejściu grupy zawodników do ligi NHL)[6]
  - Najlepszy obrońca miesiąca - styczeń 2013
  - Piąte miejsce w klasyfikacji asystentów wśród obrońców w sezonie zasadniczym: 24 asysty
- KHL (2013/2014):
  - Piąte miejsce w klasyfikacji strzelców wśród obrońców w sezonie zasadniczym: 10 goli

Wyróżnienie
- Zasłużony Mistrz Sportu Rosji w hokeju na lodzie: 2002

Odznaczenie
- Medal Orderu „Za zasługi dla Ojczyzny” II stopnia: 2009[7]